# Ørsted Sogn (Roskilde Kommune)
Ørsted Sogn 
ist eine Kirchspielsgemeinde (dän.: Sogn)
auf der Insel Sjælland im südlichen Dänemark.
Bis 1970 gehörte sie zur Harde Ramsø Herred im damaligen Københavns Amt (bis 1808: Roskilde Amt), danach zur Ramsø Kommune im „neuen“ Roskilde Amt, die im Zuge der  Kommunalreform zum 1. Januar 2007 in der Roskilde Kommune in der Region Sjælland aufgegangen ist.
Im Kirchspiel leben 399 Einwohner (Stand: 1. Januar 2023).
Im Kirchspiel liegt die Kirche „Ørsted Kirke“.
Nachbargemeinden sind im Westen Dåstrup Sogn, im Nordwesten Syv Sogn, im Norden Gadstrup Sogn und im Nordosten Gadstrup Sogn, ferner im Osten in der Solrød Kommune Havdrup Sogn und Kirke Skensved Sogn sowie im Süden in der Køge Kommune Ejby Sogn.